# Список об'єктів Світової спадщини ЮНЕСКО в Анголі
В списку об'єктів Світової спадщини ЮНЕСКО в Анголі налічується 1 найменування (станом на 2023 рік).

## Пояснення до списку
У таблицях нижче об'єкти розташовані у хронологічному порядку їх додавання до списку Світової спадщини ЮНЕСКО.
Кольорами у списку позначено:
На мапах кожному об'єкту відповідає червона позначка ().

## Список
| № | Зображення | Назва | Місцеположення | Час створення      | Час внесення до списку | №    | Критерії |
| - | ---------- | --- | -------------- | ------------------ | ---------------------- | ---- | -------- |
| 1 |            | Мбанза-Конго, залишки столиці колишнього королівства Конго (англ. Mbanza Kongo, Vestiges of the Capital of the former Kingdom of Kongo) | Ангола         | XIV - XIX століття | 2017                   | 1511 | iii, iv  |

## Об'єкти, які запропоновано включити до списку
| №  | Зображення | Назва                                             | Розташування                    | Час подачі заявки | № заявки | Критерії                |
| -- | ---------- | ------------------------------------------------- | ------------------------------- | ----------------- | -------- | ----------------------- |
| 1  |            | Фортеця Сан-Мігель                                | Луанда                          | 1996              | 921      |                         |
| 2  |            | Форт Сан-Педро-да-Барра                           | Луанда                          | 1996              | 922      |                         |
| 3  |            | Фортеця Сан-Франсіску-ду-Пенеду                   | Луанда                          | 1996              | 923      |                         |
| 4  |            | Форт Массангану                                   | Массангану, Північна Кванза     | 1996              | 924      |                         |
| 5  |            | Церква Носса-Сеньйора-да-Віторія                  | Массангану, Північна Кванза     | 1996              | 925      |                         |
| 6  |            | Фортеця Камбамбе                                  | Камбамбе, Північна Кванза       | 1996              | 926      |                         |
| 7  |            | Фортеця Мушіма                                    | Мушіма, Бенго                   | 1996              | 927      |                         |
| 8  |            | Церква Носса-Сеньйора-да-Консейсау-да-Мушіма      | Муксіма, Бенго                  | 1996              | 928      |                         |
| 9  |            | Маленький форт Кікомбо                            | Кікомбо, Південна Кванза        | 1996              | 929      |                         |
| 10 |            | Церква Носса-Сеньйора-ду-Росаріу                  | Камбамбе, Північна Кванза       | 1996              | 930      |                         |
| 11 |            | Коридор Кванза – культурний ландшафт              | провінція Луанда                | 2017              | 6250     | (iii), (v), (vi), (vii) |
| 12 |            | Археологічна пам'ятка Шитунду-Хулу                | провінція Намібе                | 2017              | 6251     | (iii), (v)              |
| 13 |            | Квіто Кванавале, місце визволення та незалежності | Квіто Кванавале, Квандо-Кубанго | 2017              | 6252     | (iii), (vi)             |